# 城西街道 (潮州市)
城西街道，是中华人民共和国广东省潮州市湘桥区下辖的一个乡镇级行政单位。

## 行政区划
城西街道下辖以下地区：
北园社区、春荣社区、潮新社区、新利社区、新春园社区、信怡园社区、新南社区、夏寺社区、上埠社区、北关村、春光村、吉街村、厦一村、厦二村、厦三村、上埔村、古美村、上洲村和下洲村。